# Rode roodstaartgors
De rode roodstaartgors (Passerella iliaca) is een zangvogel uit de familie Passerellidae (Amerikaanse gorzen).

## Verspreiding en leefgebied
Deze soort telt  2 ondersoorten:
- P. i. iliaca: Midden en Oost-Canada.
- P. i. zaboria: noordwestelijk en centraal Alaska en westelijk Canada.